# Kepler-37c
Kepler-37c de es un planeta extrasolar descubierto por el telescopio espacial Kepler en febrero de 2013. Con un período orbital de 21 días, que se encuentra a 210 años luz de distancia, que orbita su estrella padre Kepler-37 en la constelación Lyra. Su tamaño es ligeramente más pequeño que Venus.